# Bureau central de recherche politique du PCC
 (mars 2025).
Si vous disposez d'ouvrages ou d'articles de référence ou si vous connaissez des sites web de qualité traitant du thème abordé ici, merci de compléter l'article en donnant les références utiles à sa vérifiabilité et en les liant à la section « Notes et références ».
Le Bureau central de recherche sur les politiques (BCRP) est une institution du Comité central du Parti communiste chinois chargée de formuler des recommandations politiques et d'apporter des éclaircissements sur les questions de gouvernance, dans les domaines politique, social et économique. Il est chargé de rédiger l'idéologie et les théories du Parti communiste chinois (PCC), ainsi que diverses déclarations politiques lors de congrès ou de plénums importants.

## Histoire
Le BCRP est fondé en 1981, peu de temps après la révolution culturelle qui avait fragilisée le parti. À l'origine, il s'agissait d'un bureau relevant du secrétariat général du parti communiste chinois. Deng Liqun en a été le premier directeur. En 1987, après l'éviction du réformateur Hu Yaobang du poste de secrétaire général du PCC et à la suite de la mise à l'écart politique de Deng Liqun, le bureau a été réorganisé et rebaptisé « Bureau central pour la réforme de la structure politique ». La direction a été donnée à Bao Tong, à l'époque secrétaire personnel du chef du parti Zhao Ziyang. Bao a ensuite été purgé en même temps que son supérieur, lorsque Zhao est tombé en disgrâce après les manifestations et le massacre de la place Tiananmen en 1989. Cette année-là, le Bureau de la réforme politique a été fusionné avec le « Bureau central de recherche rurale », après quoi il a pris son nom actuel.
Le bureau a joué un rôle majeur dans l'élaboration des idéologies de trois administrations successives : les « trois représentations » de Jiang Zemin, les perspectives scientifiques de développement de Hu Jintao et le « rêve chinois » de Xi Jinping. Wang Huning, qui a pris la tête du bureau en 2002, est considéré comme l'un des principaux conseillers de Xi Jinping.
Sur le plan administratif, le bureau se situe au même niveau qu'un ministère d'État. Son ancien chef, Wang Huning, est membre du Politburo du Parti communiste chinois depuis 2012, et avant cela, membre du Secrétariat. En outre, depuis 2013, le Bureau de la Commission centrale pour d'approfondissement des réformes est situé dans ce bureau et est dirigé par Wang Huning,.

### Objectifs et responsabilités
Le bureau est chargé de rédiger les rapports de travail destinés aux congrès et aux grandes conférences du parti, y compris les rapports du congrès du parti et les décisions du plénum, ainsi que de rédiger et de réviser les « principaux documents du centre du parti » et « certains grands discours des dirigeants centraux ». Il fournit également des informations et des recherches sur l'idéologie et les théories du parti, ainsi que sur la faisabilité des principales initiatives politiques. Le bureau doit également analyser et collecter des données sur l'état de l'économie et envoyer des recommandations à la direction du parti.
Le bureau est composé de plusieurs départements, chacun supervisant la politique, l'économie, la « construction du parti », la philosophie et l'histoire, la culture, les affaires internationales, les affaires générales et les affaires rurales. En 2007, un département axé sur les « affaires sociales » a été créé. Le bureau est situé au sein du Bureau général du PCC, qui a été qualifié de « centre névralgique » du parti,.

## Responsables
- Deng Liqun, en tant que directeur du bureau de recherche du secrétariat (1981 - septembre 1987)
- Bao Tong, directeur du bureau de la réforme des structures politiques (décembre 1987 - juillet 1989)
- Wang Weicheng (août 1989 - août 1997)
- Teng Wensheng (août 1997 - octobre 2002)
- Wang Huning (octobre 2002 - octobre 2020)
- Jiang Jinquan (octobre 2020 - aujourd'hui)